# Lions Arezzo Hockey Club
Il Lions Arezzo Hockey Club, meglio noto come Lions Arezzo, è stata una società italiana di hockey in-line con sede a Arezzo. I suoi colori sociali erano il giallo e il nero; costituito nel 1993 ha cessato l'attività sportiva nel 2012.
Nel suo palmarès annoverava 1 titolo nazionale, la Coppa Italia del 2003-2004.

## Cronistoria
| Cronistoria del Lions Arezzo Hockey Club |
| --- |
| - 1993 · Fondazione dell'A.S.D. Lions Arezzo Hockey Club. - 1993-1999 · Attività in ambito regionale. - 1999-2000 · Serie B. Promosso in Serie A2. - 2000-2001 · Serie A2. - 2001-2002 · Serie A2. Promosso in Serie A1. Prima fase a gironi di Coppa Italia. - 2002-2003 · 4º nel girone A in Serie A1, quarti di finale dei play-off scudetto. Semifinale di Coppa Italia. - 2003-2004 · 1º nel girone B in Serie A1, quarti di finale dei play-off scudetto. Vince la Coppa Italia (1º titolo). - 2004-2005 · ? in Serie A1. Seconda fase a gironi di Coppa Italia. Finale di Supercoppa italiana. - 2005-2006 · 1º nel girone B in Serie A1, semifinale dei play-off scudetto. Seconda fase a gironi di Coppa Italia. - 2006-2007 · 1º nel girone B in Serie A1, semifinale dei play-off scudetto. Seconda fase a gironi di Coppa Italia. - 2007-2008 · 6º in Serie A1, quarti di finale dei play-off scudetto. ? di Coppa Italia. - 2008-2009 · 4º in Serie A1, semifinale dei play-off scudetto. Semifinale di Coppa Italia. - 2009-2010 · 3º in Serie A1, quarti di finale dei play-off scudetto. Semifinale di Coppa Italia. Fase a gironi di Confederation Cup. - 2010-2011 · 5º in Serie A1, quarti di finale dei play-off scudetto. Quarti di finale di Coppa Italia. Fase a gironi di Confederation Cup. - 2011-2012 · 8º in Serie A1. Prima fase a gironi di Coppa Italia. - 2012 · Al termine della stagione la società viene sciolta e cessa l'attività. |

## Palmarès

### Competizioni nazionali
- Coppa Italia: 1

2003-2004

## Statistiche

### Partecipazione ai campionati
| Livello | Categoria | Partecipazioni | Debutto   | Ultima stagione | Totale |
| ------- | --------- | -------------- | --------- | --------------- | ------ |
| 1º      | Serie A1  | 10             | 2002-2003 | 2011-2012       | 10     |
| 2º      | Serie A2  | 2              | 2000-2001 | 2001-2002       | 2      |
| 3º      | Serie B   | 1              | 1999-2000 | 1999-2000       | 1      |

### Partecipazioni alle coppe nazionali
| Competizione        | Partecipazioni | Debutto   | Ultima stagione |
| ------------------- | -------------- | --------- | --------------- |
| Coppa Italia        | 11             | 2001-2002 | 2011-2012       |
| Supercoppa italiana | 1              | 2004      | 2004            |

### Partecipazioni alle coppe internazionali
| Competizione                    | Partecipazioni | Debutto | Ultima stagione |
| ------------------------------- | -------------- | ------- | --------------- |
| Confederation Cup/President Cup | 2              | 2009    | 2010            |